# Villa Capponi Tempi
Villa Capponi Tempi è una dimora storica italiana; si trova in via Pisana 126 a Firenze.

## Storia e descrizione
La famiglia Capponi è documentata in Firenze fin dalla metà del Duecento e furono attivi nella politica e nella vita della città. 
Essi avevano molti possedimenti tra Legnaia e nel piano di Verzaia; tra di esse, una casa da signore che sorge lungo la via pisana, nella strada che porta verso Monteoliveto. Tale edificio, un palagio a pianta quadrata, era alto due piani e sovrastato da una massiccia torre colombaia del XIV secolo. Il palagio fu ristrutturato nel corso del XVI secolo e fu dotato di un grande giardino, il quale si sviluppava ai lati di uno stradone pergolato perpendicolare il fiume Arno, che dall'edificio giungeva fino allo stradone dell'argine. Sul lato ovest si apre un portale che dà sul giardino. La villa presenta, inoltre, al pianterreno, eleganti finestre inginocchiate. 
Vicino alla villa, entrando dal portale, si trova una vecchia casa colonica; nel lato orientale si trova un tabernacolo settecentesco in pietra serena al cui interno si trova un affresco raffigurante una Madonna col Bambino. 
Nel 1671 villa Capponi passò ai Tempi che la mantennero fino all'Ottocento, passando ai Vettori, poi a Benini (1840), proprietari della fonderia del Pignone. 
Oggi l'edificio è stato frazionato in appartamenti, però ha mantenuto le linee cinquecentesche dell'intervento dei Capponi. Nell'area, dove oggi si trova un centro commerciale Esselunga è possibile ammirare un plurisecolare glicine, ultimo superstite del pergolato dei Capponi.